# Списак руских императора
Император сверуски (рус. Император Всероссийский) је био самодржавни и неограничени монарх који се налазио на челу Руске Империје. Императори сверуски су владали од 1721. до 1917. године.

## Императори
На сљедећем списку су представљени сви императори сверуски по хронолошком реду.
| Портрет | Император                    | Царствовање | Живот      | Напомене |
| ------- | ---------------------------- | ----------- | ---------- | -------- |
|         | Петар Велики                 | 1689—1725.  | 1672—1725. |          |
|         | Катарина I Алексејевна       | 1725—1727.  | 1684—1727. |          |
|         | Петар II Алексејевич         | 1727—1730.  | 1715—1730. |          |
|         | Ана I Ивановна               | 1730—1740.  | 1693—1740. |          |
|         | Иван VI Антонович            | 1740—1741.  | 1740—1764. |          |
|         | Јелисавета I Петровна        | 1741—1761.  | 1709—1762. |          |
|         | Петар III Фјодорович         | 1761—1762.  | 1728—1762. |          |
|         | Катарина Велика              | 1762—1796.  | 1729—1796. |          |
|         | Павле I Петрович             | 1796—1801.  | 1754—1801. |          |
|         | Александар I Павлович        | 1801—1825.  | 1777—1825. |          |
|         | Николај I Павлович           | 1825—1855.  | 1796—1855. |          |
|         | Александар II Николајевич    | 1855—1881.  | 1818—1881. |          |
|         | Александар III Александрович | 1881—1894.  | 1845—1894. |          |
|         | Николај II Александрович     | 1894—1917.  | 1868—1918. |          |

## Претенденти
На сљедећем списку су представљени сви законити претенденти на престо након Фебруарске револуције (1917)
| Портрет | Претендент           | Живот      | Напомене |
| ------- | -------------------- | ---------- | --- |
|         | Михаил Александрович | 1878—1918. | Владао један дан након абдикације императора Николаја II Александровича и његовог сина царевића Алексеја Николајевича.          |
|         | Кирил Владимирович   | 1876—1938. | Године 1924. прогласио се за императора сверуског у изгнанству под именом Кирил I.                                              |
|         | Владимир Кирилович   | 1917—1992. | |
|         | Марија Владимировна  | 1953.      | Старјешина Руског императорског дома у изгнанству. Не признају је у том својству морганатски потомци чланова династије Романов. |